# فرودگاه تو-مک
فرودگاه تو-مک  (به انگلیسی: Tew-Mac Airport) یک فرودگاه تعطیل است . این فرودگاه در کشور ایالات متحده آمریکا قرار دارد .